# 임현석
임현석은 대한민국의 프로게임단 감독으로 비전 스트라이커스 발로란트 프로게임단의 최고운영책임자를 맡고 있다.

## 지도자 생활
2012년 1월, 스타크래프트 II 프로게임단인 Rising Star를 창단시켰으며 감독 및 단장을 맡았다. 하지만 2012년 3월, 팀이 해체되면서 감독직에서 물러났다.
2012년 5월, MVP의 리그 오브 레전드 팀이 창단되면서 MVP의 리그 오브 레전드 종목의 감독을 맡았다. 2013년 9월, MVP의 롤팀이 삼성 게임단에 인수됨에 따라 MVP의 총감독으로 자리를 옮겼다. 2014년 7월 31일, 도타2의 전담 감독으로 자리를 옮겼다.
2020년, 비전 스트라이커스의 COO로 부임했다.

## 감독 수상 내역

### 리그 오브 레전드

#### MVP
- 2013 LOL 클럽 마스터즈 우승
- OYLMPUS the Champions Spring 2013 우승

#### MVP Blue
- IEF 2012 LOL 국가대표 프로팀 선발전 준우승(1:3 Azubu Blaze)

#### MVP Ozone (MVP White)
- NLB Summer 2012 우승(4:1 Xenics Tempest)
- CPL 선양 2012 준우승(0:2 Invictus Gaming)
- OYLMPUS the Champions Spring 2013 우승(3:0 CJ 엔투스 블레이즈)

### 스타크래프트 II
- 2014년 SK텔레콤 스타크래프트 II 프로리그 2014 2라운드 준우승

### 도타2
- 2013년 넥슨 도타2 스폰서십 리그 시즌2 3위 (MVP HOT6)
- 2013년 넥슨 도타2 스폰서십 리그 시즌2 우승 (MVP 피닉스)
- 2014년 넥슨 도타2 스폰서십 리그 시즌3 4위 (MVP HOT6)
- 2014년 코리아 도타2 리그 시즌1 준우승 (MVP 피닉스)
- 2014년 코리아 도타2 리그 시즌2 우승 (MVP 피닉스)
- 2014년 코리아 도타2 리그 시즌3 우승 (MVP 피닉스)
- 2014년 IeSF 아시아 챔피언십 2014 우승 (MVP 피닉스)
- 2014년 코리아 도타2 리그 시즌4 4위 (MVP 핫식스)
- 2014년 코리아 도타2 리그 시즌4 준우승 (MVP 피닉스)
- 2015년 i-league Season 2 4위 (MVP 피닉스)
- 2015년 Star Ladder Star Series Season 11 4위 (MVP 피닉스)
- 2015년 The International 16강 (MVP HOT6)
- 2015년 The International 8강 (MVP 피닉스)
- 2016년 The Shanghai Major 2016 4위 (MVP 피닉스)
- 2016년 Dota Pit League Season 4 우승 (MVP 피닉스)